# Emily Maglio
Emily Susan Isobel Maglio, née le 13 novembre 1996 à Cranbrook au Canada, est une joueuse internationale canadienne de volley-ball évoluant au poste de centrale.

## Biographie

### Carrière
Originaire de la province de Colombie-Britannique, elle commence à jouer au volley-ball dans des tournois scolaires locaux avec l'équipe de Pinetree. En parallèle, elle joue également dans l'équipe des Ducks. Pour des raisons académiques, elle décide de s'installer aux États-Unis où elle prend part au championnat NCAA de 2014 à 2017 avec le Hawaii Rainbow Wahine (en). Elle effectue également un programme universitaire de beach-volley de 2015 à 2019.
En 2019, elle signe son premier contrat professionnel avec le AV San Casciano, équipe de Serie A1 italienne avant de rejoindre le Championnat turc l'année suivante, en s'engageant avec Nilüfer Belediye. Deux ans plus tard, elle rejoint le THY Spor Kulübü (2022–2023) avant de s'engager avec le Beşiktaş JK lors de la saison 2023–2024. 
Le 26 mars 2024, elle est recrutée par le Levallois Paris SC en tant que joker médical, palliant le forfait sur blessure de la centrale américaine Emily Thater. Arrivée pour le début des play-offs de Ligue AF, elle est sacrée championne de France après la double victoires en finale face à Nantes.
Lors de l'intersaison 2024, elle retrouve le Championnat turc et le club de Beşiktaş JK.

### Équipe nationale canadienne
Elle intègre la sélection canadienne en 2018, année où elle glane la médaille de bronze lors de la Coupe panaméricaine. Un an plus tard, elle remporte la Challenger Cup.
Elle remporte la médaille de bronze au Championnat d'Amérique du Nord en 2019 et 2023, dernière édition où elle est élue meilleure centrale.

## Clubs
- AV San Casciano (2019–2020)
- Nilüfer Belediye (2020–2022)
- THY Spor Kulübü (2022–2023)
- Beşiktaş JK (2023–mars 2024)
- Levallois Paris SC (mars 2024–2024)
- Beşiktaş JK (2024–)

## Palmarès

### En club
- Championnat de France (1) :
  - Vainqueur en 2024.

### En sélection nationale
- Challenger Cup (1) :
  - Vainqueur en 2019.

- Coupe panaméricaine :
  - 3e place en 2018.

- Championnat d'Amérique du Nord :
  - 3e place en 2019, 2023.

### Distinctions individuelles
- Meilleure centrale du Championnat d'Amérique du Nord 2023.